# Ocean Avenue (canción)
«Ocean Avenue», es el segundo sencillo de la banda estadounidense Yellowcard, de su álbum homónimo Ocean Avenue. 

## Vídeo musical
Está dirigido por Marc Webb. El vídeo muestra al vocalista Ryan Key, siendo perseguido por Sean Mackin y Longineu Parsons III, mientras que también se les muestra con la banda tocando la canción en un taller de automóviles.
El vídeo ganó como "Premio MTV2", en los MTV Video Music Awards del 2004.

## Lista de canciones
1. «Ocean Avenue» - 3:18
2. «Way Away» (Acústico) - 3:47
3. «Firewater» - 3:27

- Datos: Q3348655